# 馬自達Rotary Pickup
馬自達Rotary Pickup（日语：マツダ・ロータリーピックアップ，通常被車迷略稱為「REPU」〔取rotary engine pickup的四個字首〕）是一款全世界獨一無二、搭載轉子引擎的緊湊型皮卡貨車。它自1974年至1977年間由日本東洋工業（現改稱馬自達汽車）製造，主要外銷至美國與加拿大市場。這部車與其兄弟車B1600/B1800共用許多主要元件，但差別是其動力來源為13B-AP型轉子引擎、喇叭形擋泥板、電池安裝在車斗底下、不同的儀表板、進氣壩和圓形尾燈等。
這部車在北美洲市場大約總共賣出1萬5千輛左右，而絕大部分在上市的頭一年售出。由於1973年爆發第一次石油危機，連帶影響到其銷售表現。馬自達將許多1974年度製造的車加上「S」的前字綴，當成1975年度的新車販售，而1976年則賣出大約7百輛。1977年這部車的電控系統全部更新，延長4英吋的車廂空間也提升了乘坐舒適度，且五速手排變速系統改良了差速齒輪。不過當年賣出約3千輛後，販售成績一直陷入泥淖，直至當年停銷為止。美國《道路與蹤跡汽車雜誌》（Road & Track Magazine）形容這部車擁有「平順安靜的動力」、「不錯的內裝鋪陳」。

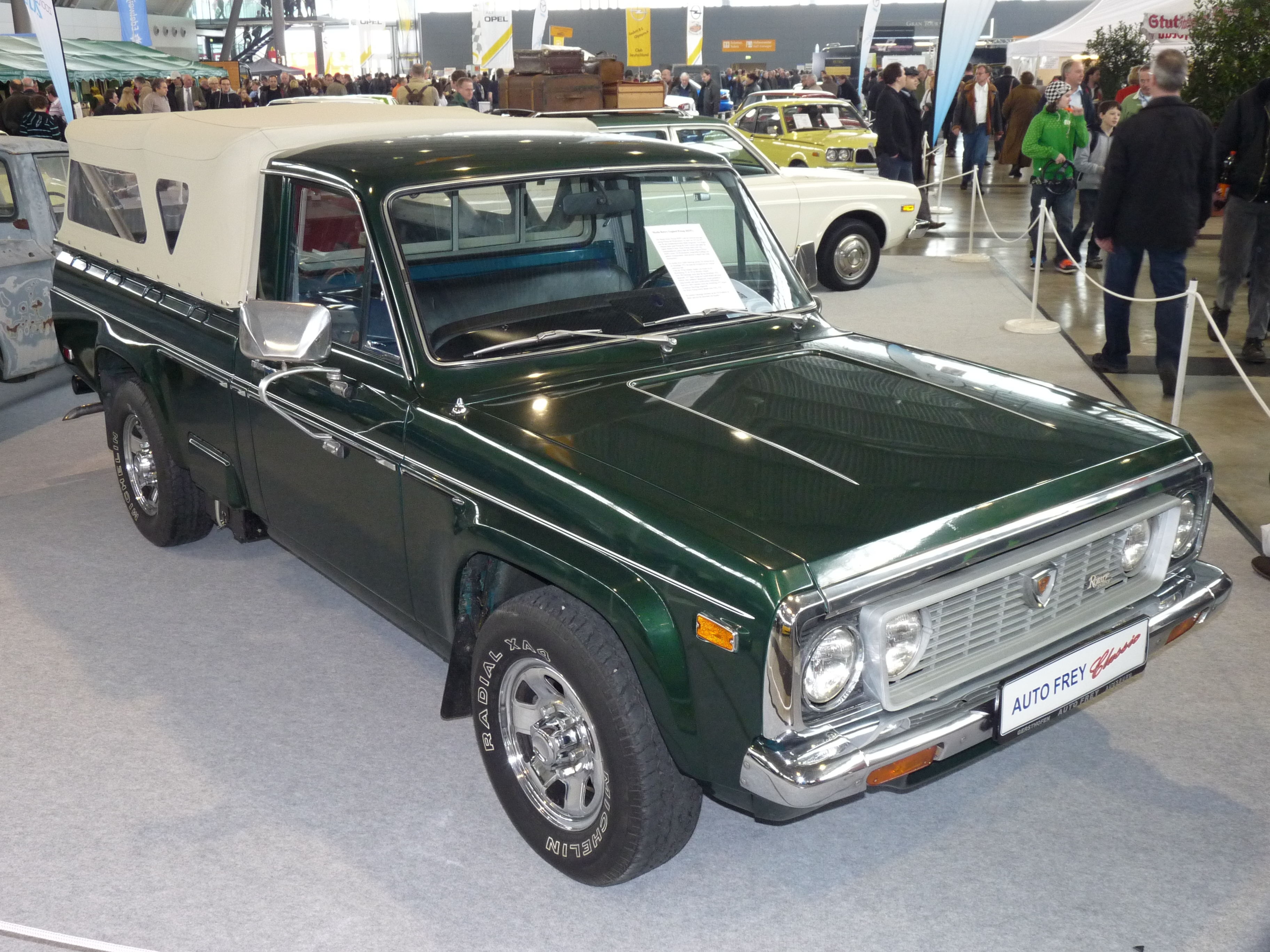
車頭
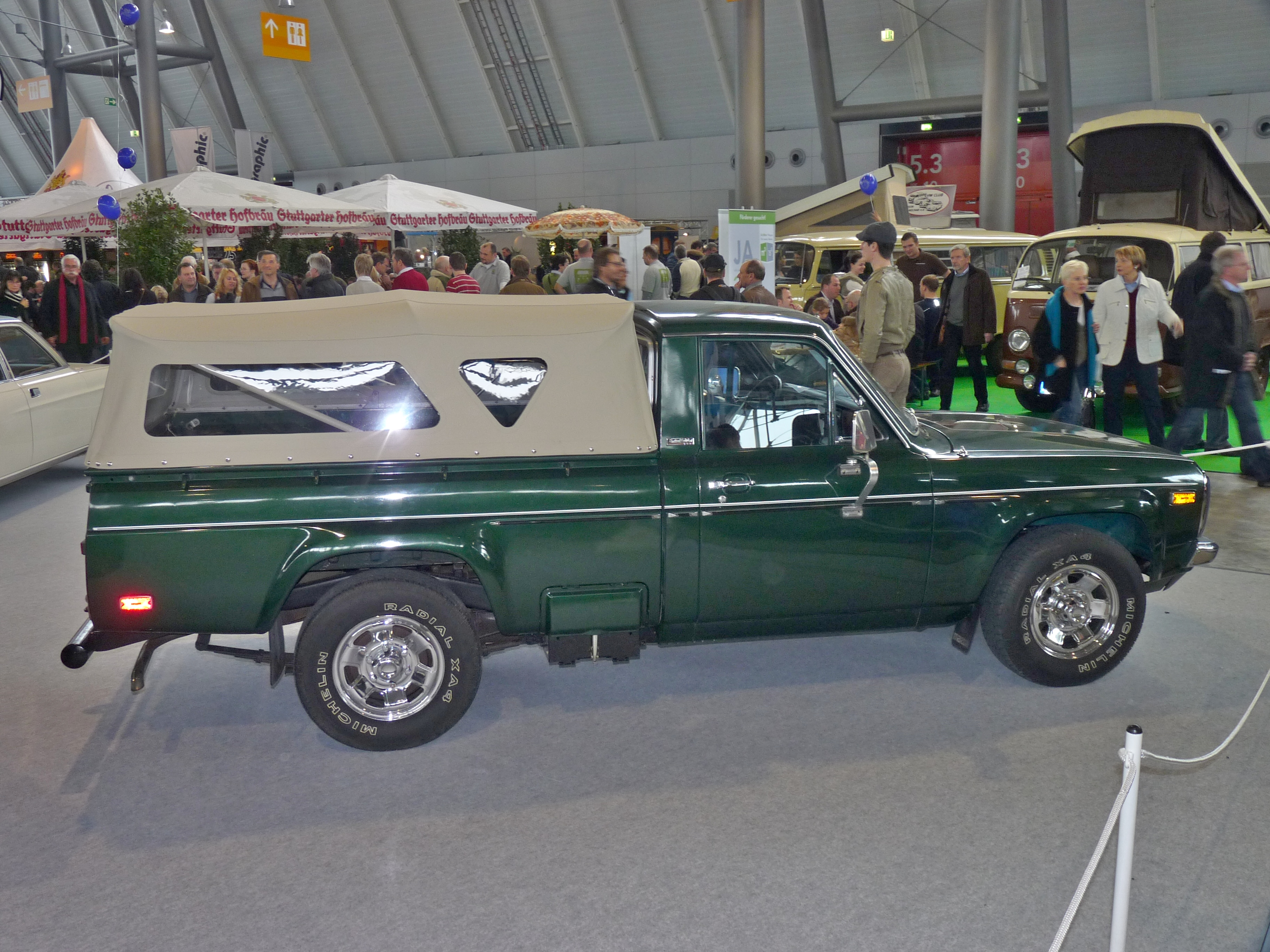
車側
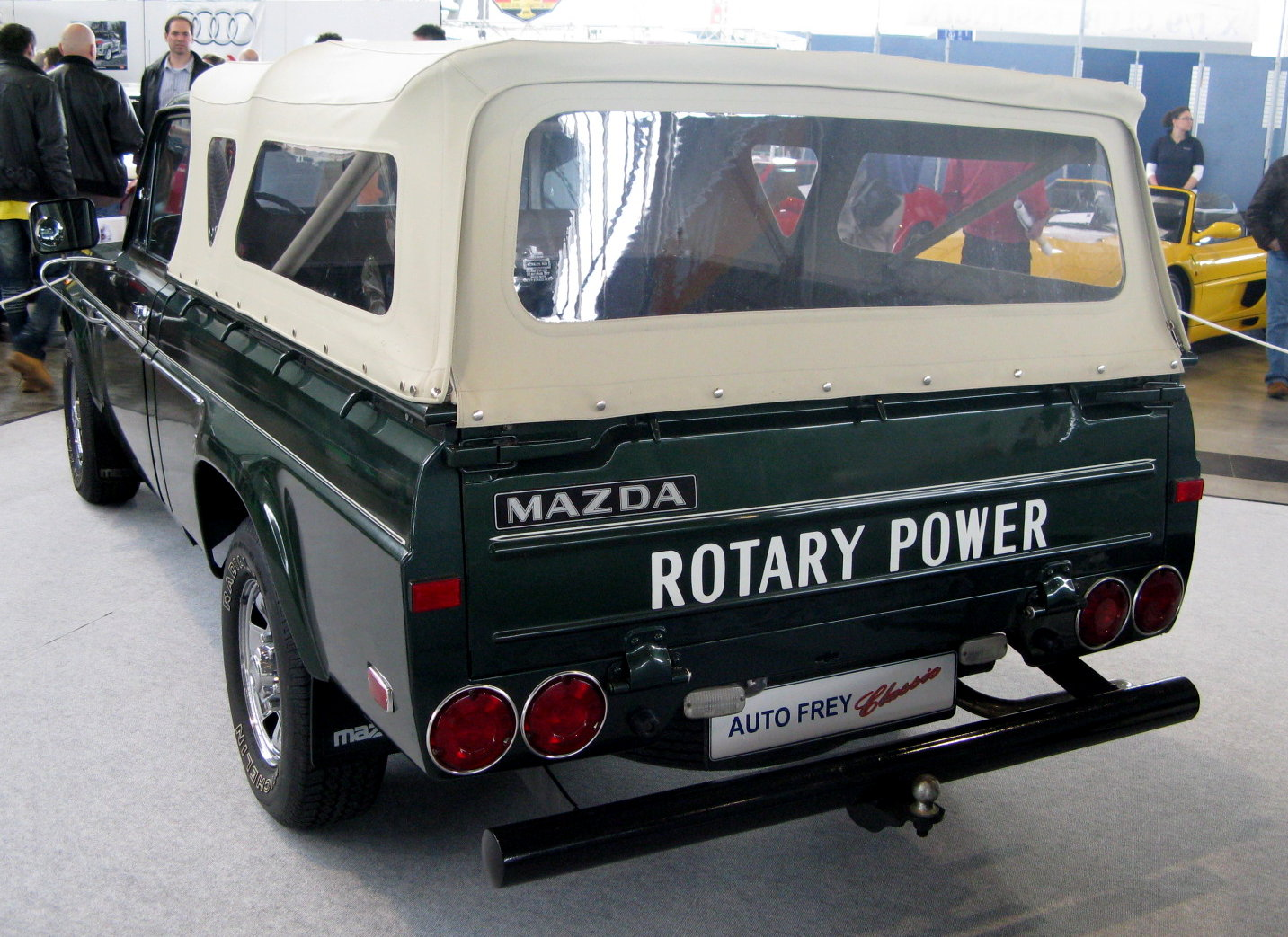
車尾
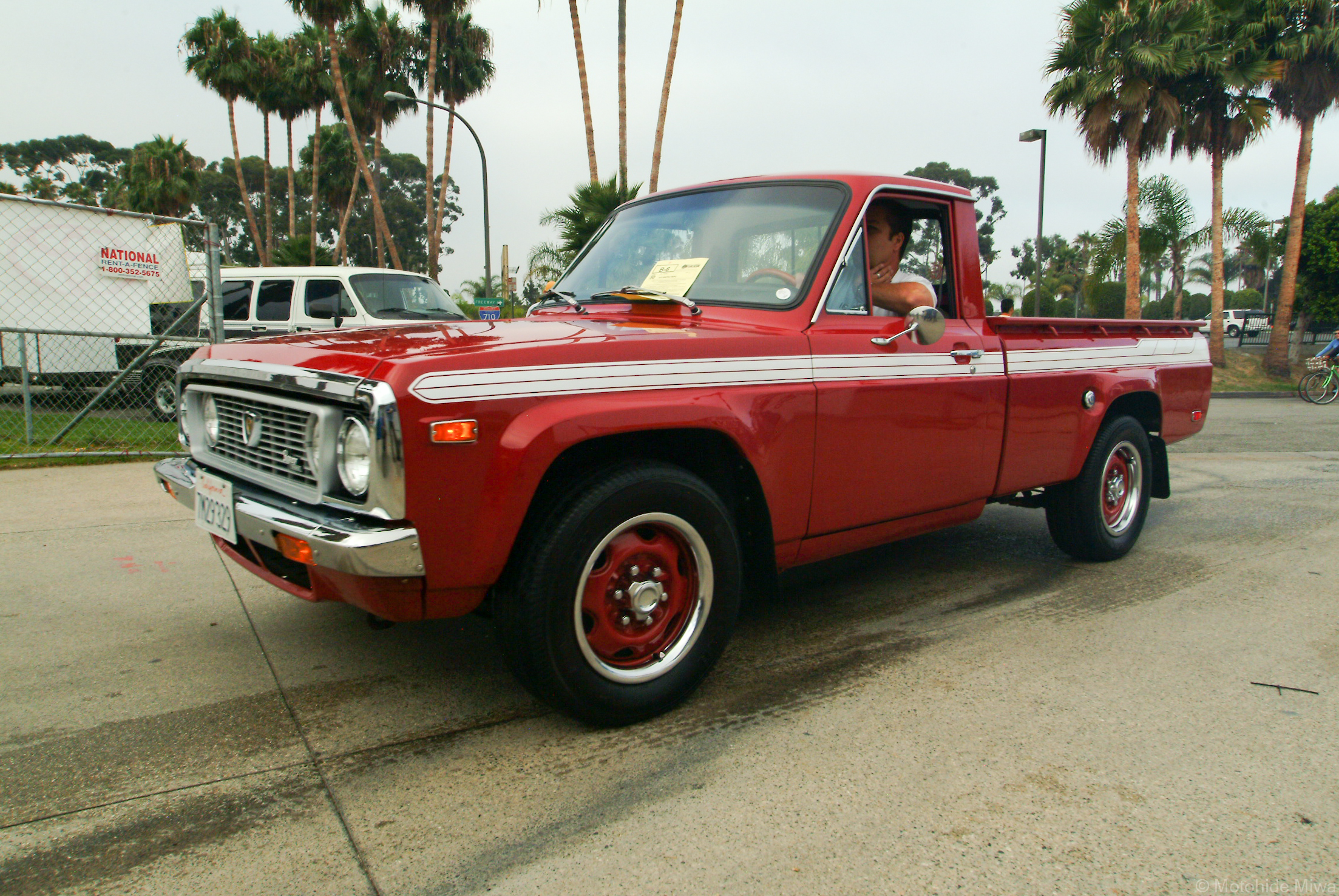

## 外部連結
- （日語）マツダロータリーピックアップ[]
- （英文）馬自達轉子引擎皮卡貨車論壇 （页面存档备份，存于）